# Les Sacqueboutiers

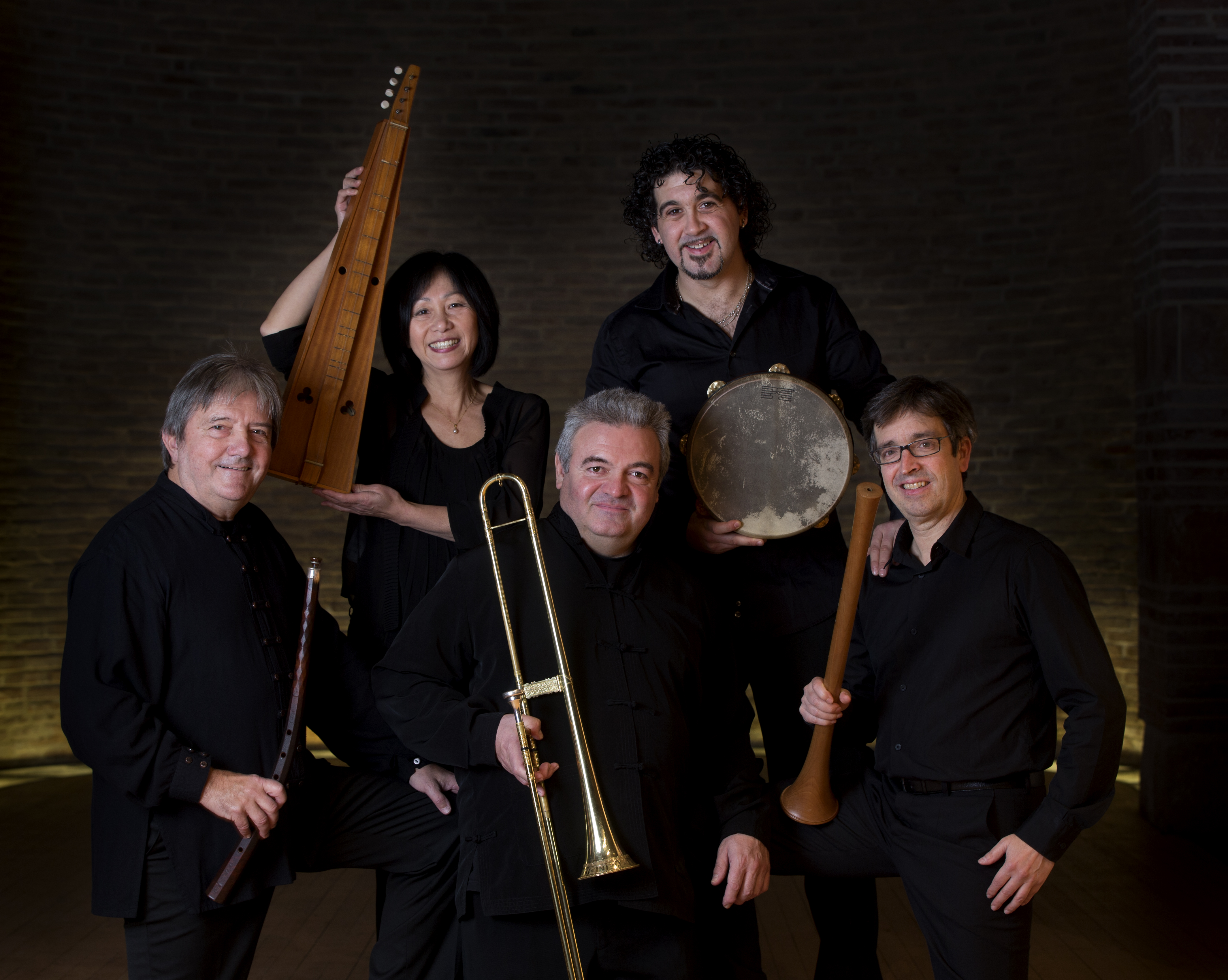

Les Sacqueboutiers (Ensemble de cuivres anciens de Toulouse) sont un ensemble de musiques anciennes associant, autour des cornets à bouquin et des sacqueboutes, d'autres instruments à vent ou à cordes, ainsi que diverses combinaisons vocales, solistes ou chorales.

## Historique
Lorsqu’ils fondent cet ensemble original en 1976, Jean-Pierre Canihac et Jean-Pierre Mathieu, alors professeurs au Conservatoire de Toulouse (France), entreprennent la redécouverte des cuivres anciens. Cette recherche implique un investissement constant dans l’étude des styles d’interprétation correspondant aux musiques composées notamment pour le cornet à bouquin et la sacqueboute. 
Ils ont collaboré avec les ensembles les plus prestigieux pour interpréter des musiques allant de la Renaissance à Mozart : Hespèrion XXI (Jordi Savall), Les Arts Florissants (William Christie), La Chapelle royale (Philippe Herreweghe), A Sei Voci (Bernard Fabre-Garrus), Elyma (Gabriel Garrido), La Grande Écurie et la Chambre du Roy (Jean-Claude Malgoire), ou encore l'ensemble Clément Janequin (Dominique Visse). Avec ces formations ou bien dans des programmes qui leur sont propres, Les Sacqueboutiers sont régulièrement invités dans les plus grands festivals européens, en Amérique du Nord et du Sud, au Japon…
L’ensemble ne limite pas ses activités à l’exécution du répertoire de la Renaissance, et de la période baroque. Leur imagination amène Les Sacqueboutiers à concevoir des spectacles qui associent la musique ancienne à d’autres univers artistiques : la musique contemporaine (compositions dédiées de Gérard Duran, Marco Padilha, Patrick Burgan, Philippe Hersant…), la danse (Le Combat de Tancrède et Clorinde), le monde de la marionnette (Don Quichotte), le jazz (Le jazz et la Pavane), la littérature (Rabelais), l’ethnomusicologie (Reis Glorios).
Les Sacqueboutiers ont été sélectionnés comme Ensemble de l'année aux Victoires de la musique classique 2008.
L'ensemble a fêté ses 40 ans en octobre 2016 à Toulouse et a organisé pour l'occasion la Rencontre internationale de cuivres anciens. Au programme de cet événement étaient organisés : un concours instrumental (sacqueboute, cornet à bouquin, ensemble) présidé par Michel Becquet, un concert exceptionnel (plus de 25 interprètes sur scène dont 3 organistes), une exposition d'instruments anciens, un cycle de conférences.